# 穆拉扎诺 (库内奥省)
穆拉扎诺（義大利語：Murazzano），是意大利库内奥省的一个市镇。总面积27平方公里，人口873人，人口密度32.3人/平方公里（2009年）。ISTAT代码为004145。